# Valentina Mädl
Valentina Mädl (* 18. Dezember 2005 in Eisenstadt) ist eine österreichische Fußballspielerin. Die Stürmerin stand von 2022 bis 2025 unter Vertrag beim österreichischen Bundesligisten SKN St. Pölten, mit dem sie in der Saison 2022/23 die Meisterschaft gewann.

## Karriere

### Vereine
Valentina Mädl startete ihre sportliche Laufbahn 2011 beim FC Mönchhof Betonwerk-Kirschner, 2020 wechselte sie zum FK Austria Wien. Im März 2021 lief sie im Alter von 15 Jahren als Spielerin des SG USC Landhaus/FK Austria Wien erstmals in der österreichischen Frauen-Bundesliga auf. Im April 2021 konnte sie an zwei Spieltagen in Folgen in der Future League je einen Hattrick erzielen.
In St. Pölten absolvierte sie 2021/22 die Frauen-Akademie des Österreichischen Fußballbundes (ÖFB). 2022 unterschrieb sie einen Dreijahresvertrag beim SKN St. Pölten, mit dem sie unter Trainerin Liése Brancão in der Frauen-Bundesliga spielt und in der Saison 2022/23 österreichischer Meister wurde. Im Zuge der Qualifikation für die UEFA Women’s Champions League (UWCL) gab Mädl im August 2022 ihr Debüt im Bewerb und konnte sich mit ihrem Klub die Teilnahme an der Gruppenphase sichern. Dort kam sie in den Spielen gegen VfL Wolfsburg, Slavia Prag und AS Rom zum Einsatz.
In der Saison 2023/24 erzielte sie in der Qualifikation für die UWCL im September 2023 das 2:0 gegen PAOK Thessaloniki und am 10. Oktober 2023 zwei Tore beim 4:0-Sieg gegen Valur Reykjavík. Gegen den First Vienna FC gelang ihr Anfang September 2023 ihr erster Dreierpack in der Frauen-Bundesliga. Anfang 2024 führte sie das Marktwerte-Ranking der Spielerinnen der Frauen-Bundesliga an. Bei der Wahl zur Spielerin der Saison 2023/24 der Bundesliga wurde sie auf Platz drei gewählt. In der UEFA Women’s Champions League 2024/25 erzielte sie das Tor für St. Pölten beim 1:4 gegen den FC Barcelona. Im Mai 2025 gab der SKN den Abschied von Mädl bekannt.
Beim Bayer 04 Leverkusen unterschrieb sie 2025 einen Vertrag bis 2028. Im August 2025 stand sie beim 3:0 im Test gegen Westerlo in der Startelf der Leverkusenerinnen und erzielte das 1:0.

### Nationalmannschaft
Im Zuge der Qualifikation für die U-17-Europameisterschaft 2022 erzielte sie mit dem österreichischen U17-Nationalteam insgesamt neun Treffer und war damit neben Hanna Huizenga Torschützin mit den meisten Toren der Qualifikation.
Bei der U-19-Europameisterschaft 2023 in Belgien war die 16-jährige Mädl Teil der österreichischen Auswahl. Sie kam unter Teamchef Hannes Spilka bei allen drei Spielen des österreichischen U19-Nationalteams zum Einsatz und erzielte zwei Tore. In der Qualifikation zur U-19-Europameisterschaft 2024 erzielte Mädl im Spiel gegen Polen (4:0), als auch im Spiel gegen Dänemark (2:1) je zwei Tore und die Österreicherinnen beendete Runde 1 der Qualifikation als Gruppenerster.
Mit 12 Toren in allen UEFA-Wettbewerben der Frauen im Jahr 2023 (Verein und Nationalmannschaft) war sie hinter Liana Joseph die zweiterfolgreichste Torschützin. Von der UEFA wurde sie in die Liste der Ten women's players to watch in 2024 aufgenommen. Für die U20-Weltmeisterschaft 2024 wurde sie von Teamchef Markus Hackl für die Endrunde in Kolumbien nominiert. Bei der WM-Endrunde erreichten die ÖFB-U-20-Frauen im September 2024 das Achtelfinale, wo das Team nach dem Spiel gegen Nordkorea (2:5) ausschied. Von Teamchefin Irene Fuhrmann wurde sie im Oktober 2024 in das österreichische Frauen-A-Team für die beiden Play-Off-Spiele in der Qualifikation für die Europameisterschaft 2025 gegen Slowenien berufen.

## Erfolge
- Österreichischer Cup-Sieger 2024
- Österreichischer Meister 2023

## Auszeichnungen und Nominierungen
- 2023 und 2024: Nominierung als Burgenländische Sportlerin des Jahres[28][29]